# Stenoleptura malayana
Stenoleptura malayana là một loài bọ cánh cứng trong họ Cerambycidae.